# Фон Бейєр Євген Ілліч
Євген Ілліч фон Бейєр (? — 1899/1900, Харків, Російська імперія) — математик, дійсний статський радник, заслужений професор Харківського університету.

## Життєпис
Народився у Вологді. У 1845 році закінчив із золотою медаллю Головний педагогічний інститут у Петербурзі і виїхав за кордон. Після повернення працював у Харківському університеті (з 1858 року — професор, з 1868 — заслужений професор). 
У 1842-1843 роках навчався під керівництвом академіка М. В. Остроградського.
Був першим головою Харківського математичного товариства. Основні праці відносяться до математичного аналізу та його застосунків.
Помер 27 грудня 1899 року в Харкові. Похований на Усікновенському кладовищі в Харкові.